# Нижнее Чалмозеро
Нижнее Чалмозеро (Нижнее Чалм-озеро) — пресноводное озеро тектонического происхождения в Мурманской области России, находится на территории Ковдорского района.
Расположено на юго-западе области, в 14 километрах к северо-востоку от посёлка Ёнский, восточнее озера Каложное, находится на высоте 137,1 метра над уровнем моря. Озеро вытянуто с северо-запада на юго-восток на 14,7 км, постепенно расширяется. Наибольшая ширина — 1,93 км на юго-востоке. Площадь озера — 19,8 км² (по другим данным, 20,3 км²). Водосборная площадь — 3080 км² (по другим данным, 3060,9 км²). Максимальная глубина — 19 м. Водородный показатель pH колеблется от 6,65 до 7,51 при среднем значении 7,21. Общая минерализация воды варьируется от 14,0 до 57,4 мг/л. 
На северо-западе из Верхнего Чалмозера впадает река Чалма длиной 3 км. На юго-востоке вытекает река (протока) Толва, соединяющая водоём с Верхней Пиренгой. Кроме того, протоками Нижнее Чалмозеро соединено с озёрами Кандас (на юго-востоке) и Нижнее Вумбозеро (на севере).

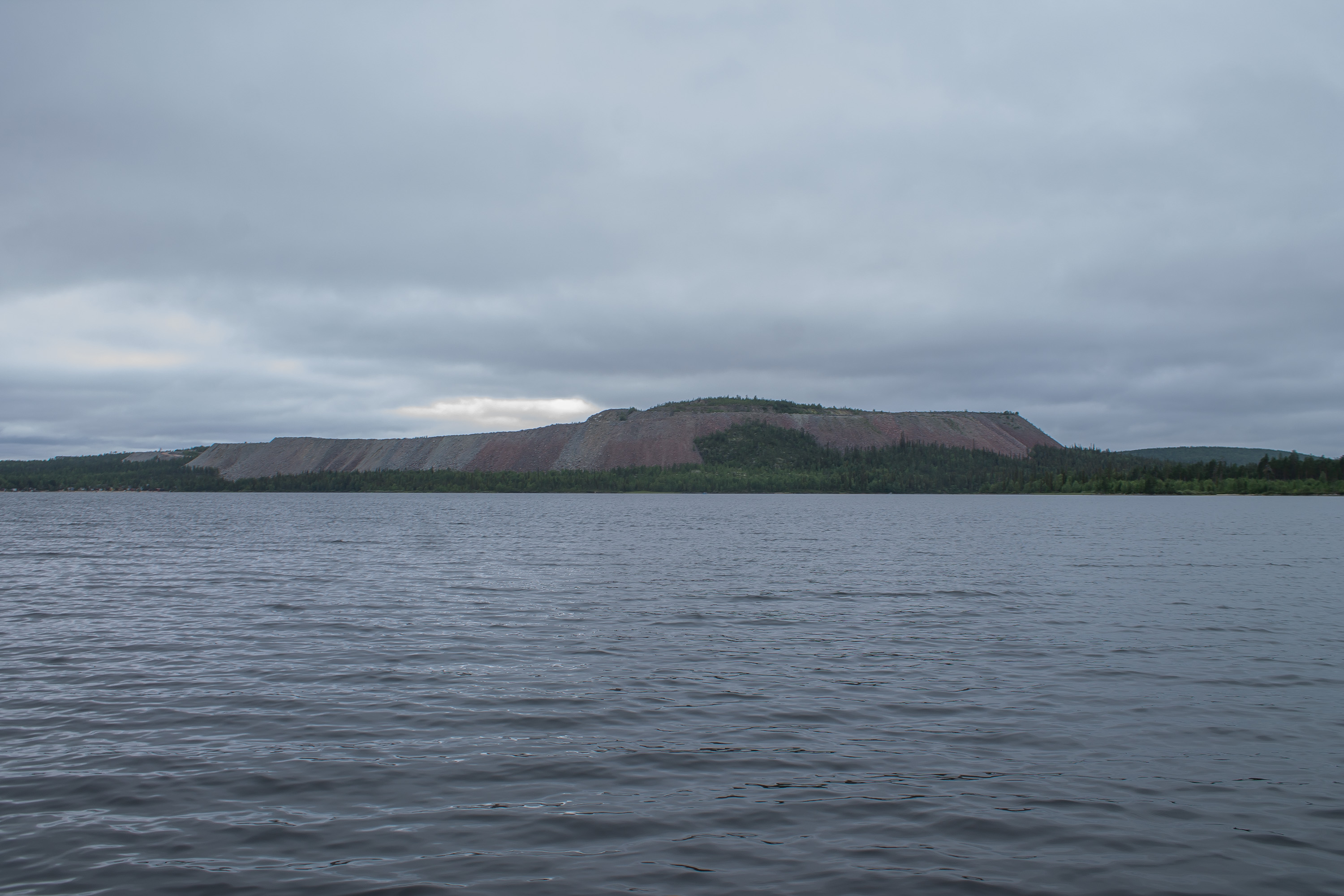
Карьер Куруваара на берегу озера

Берега изрезаны, низкие, местами заболоченные или всхолмленные, покрыты смешанным лесом из берёзы, ели и сосны (лесотундра). Над северо-западным берегом возвышается гора Валь-Сокол (254,5 м).
На юго-восточном берегу озера с 1965 года действует карьер, разрабатывающий месторождение керамических пегматитов.
По уровню биомассы фитопланктона и содержанию хлорофилла озеро Нижнее Чалмозеро относится к олиготрофным. Озеро богато рыбой. В нём в изобилии водятся кумжа, обыкновенный сиг, европейская ряпушка, щука, речной окунь, налим, европейский хариус, обыкновенный гольян, обыкновенный ёрш и девятииглая колюшка.